# NGC 2668
NGC 2668 је спирална галаксија у сазвежђу Рис која се налази на NGC листи објеката дубоког неба.
Деклинација објекта је + 36° 42' 39" а ректасцензија 8h 49m 22,5s. Привидна величина (магнитуда) објекта NGC 2668 износи 14,1 а фотографска магнитуда 14,9. NGC 2668 је још познат и под ознакама UGC 4616, MCG 6-20-7, CGCG 180-13, NPM1G +36.0155, IRAS 08460+3654, PGC 24791.